# Armentières-en-Brie
Armentières-en-Brie ist eine französische Gemeinde mit 1.196 Einwohnern (Stand: 1. Januar 2022) im Département Seine-et-Marne in der Region Île-de-France. Sie gehört zum Arrondissement Meaux und ist Teil des Kantons La Ferté-sous-Jouarre (bis 2015: Kanton Lizy-sur-Ourcq). Die Einwohner werden Armentiérois genannt.

## Geographie
Armentières-en-Brie liegt etwa neun Kilometer ostnordöstlich von Meaux und etwa 55 Kilometer nordöstlich von Paris an der Marne, die die Gemeinde im Süden begrenzt. Umgeben wird Armentières-en-Brie von den Nachbargemeinden Isles-les-Meldeuses im Norden, Tancrou im Nordosten, Jaignes im Osten, Changis-sur-Marne im Süden und Südosten, Montceaux-lès-Meaux im Süden, Trilport im Westen und Südwesten sowie Germigny-l’Évêque im Westen und Nordwesten.

## Bevölkerungsentwicklung
| Jahr                       | 1962 | 1968 | 1975 | 1982 | 1990 | 1999 | 2006 | 2017 |
| Einwohner                  | 236  | 300  | 796  | 827  | 1157 | 1256 | 1336 | 1242 |
| Quellen: Cassini und INSEE |      |      |      |      |      |      |      |      |

## Sehenswürdigkeiten

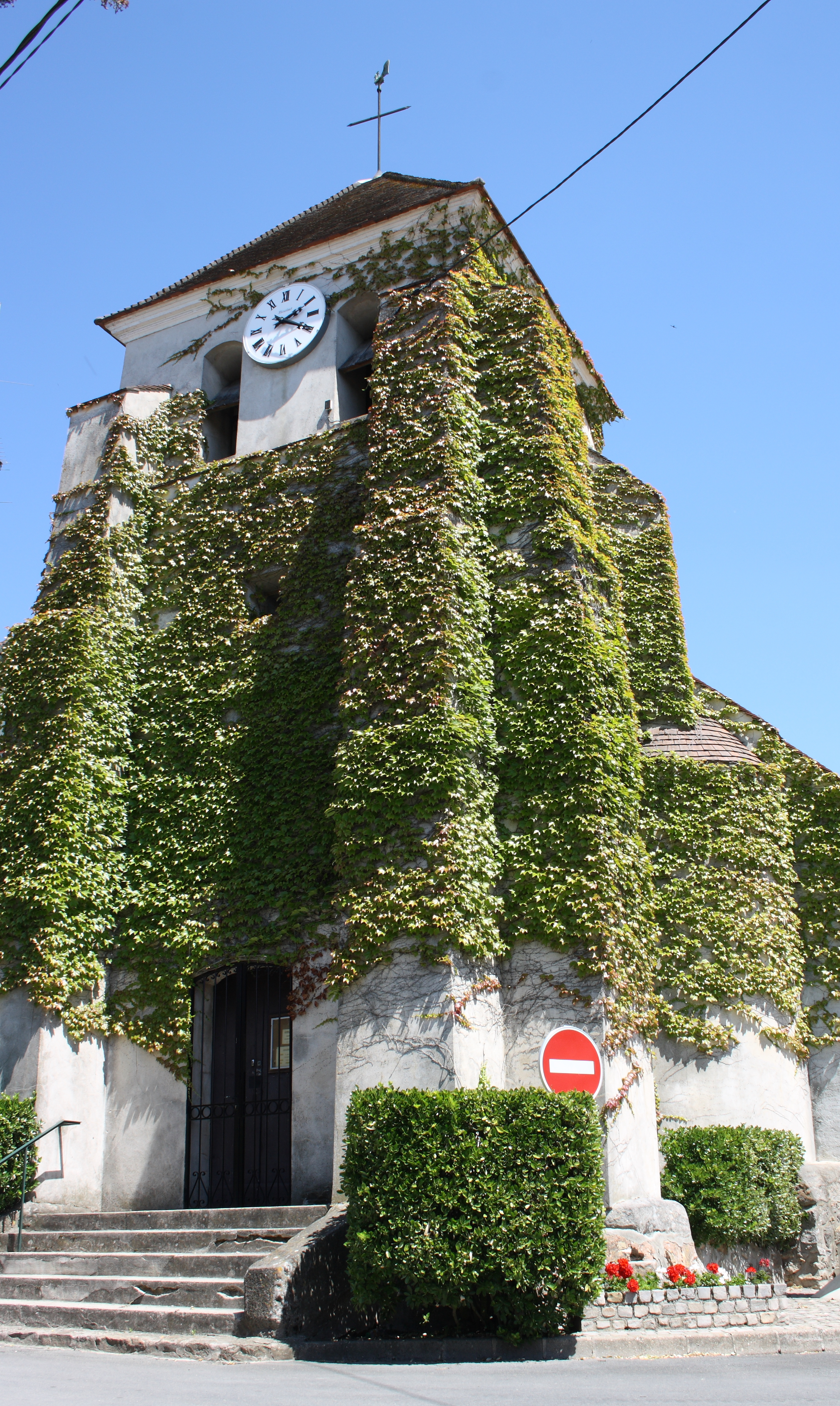
Kirche Saint-Germain

- Kirche Saint-Germain aus dem 12. Jahrhundert

## Persönlichkeiten
- Augustin Dupré (1748–1833), Graveur